# スパルタク駅
スパルタク駅（ロシア語: Спартак）は、モスクワ地下鉄7号線の駅。

## 歴史
- 2014年8月27日に開業[1]